# Liste der Kulturdenkmäler in Sulzbach (Taunus)
Die folgende Liste enthält die in der Denkmaltopographie ausgewiesenen Kulturdenkmäler auf dem Gebiet  der Gemeinde Sulzbach, Main-Taunus-Kreis, Hessen.
Hinweis: Die Reihenfolge der Denkmäler in dieser Liste orientiert sich zunächst an Ortsteilen und anschließend der Anschrift, alternativ ist sie auch nach der Bezeichnung, der vom Landesamt für Denkmalpflege vergebenen Nummer oder der Bauzeit sortierbar.
Kulturdenkmäler werden fortlaufend im Denkmalverzeichnis des Landes Hessen durch das Landesamt für Denkmalpflege Hessen auf Basis des Hessischen Denkmalschutzgesetzes (HDSchG) geführt. Die Schutzwürdigkeit eines Kulturdenkmals hängt nicht von der Eintragung in das Denkmalverzeichnis des Landes Hessen oder der Veröffentlichung in der Denkmaltopographie ab.

## Sulzbach
| Bild                                              | Bezeichnung                                               | Lage                                                                       | Beschreibung | Bauzeit                  | Objekt-Nr. |
| ------------------------------------------------- | --------------------------------------------------------- | -------------------------------------------------------------------------- | --- | ------------------------ | ---------- |
| Bildstock                                         | Bildstock                                                 | Außerhalb Ortslage, Mainzer Straße LageFlur: 27, Flurstück: 49             | Der „Steinerne Jakob“ steht heute an der historischen Mainzer Straße im Feld nach Oberliederbach, unweit der Landstraße nach Bad Soden; ursprünglicher Standort ca. 50 m weiter westlich.      | 1515                     | 46502 DDB  |
| Wasserwerk                                        | Wasserwerk                                                | Außerhalb Ortslage, Mainzer Straße LageFlur: 13, Flurstück: 21             | Erbaut 1910 über einem Wasserreservoir. Träger war der damalige Kreis Höchst als Initiator eines Zweckverbandes zur Wasserbeschaffung.                                                         | 1910                     | 45754 DDB  |
| Villa Höhfeldsches Haus                           | Villa Höhfeldsches Haus                                   | Eschborner Straße 1 LageFlur: 7, Flurstück: 28/1                           | Freistehendes, traufständiges Wohnhaus mit charakteristischer Wandgliederung im Wechsel von Putz und Backstein. Gutes Beispiel eines Wohnhauses in der Formensprache der Neorenaissance.       | 1906                     | 46480 DDB  |
| Gefallenendenkmal                                 | Grünanlage vor der katholischen Kirche, Gefallenendenkmal | Eschborner Straße o. Nr. LageFlur: 11, Flurstück: 68                       | Skulptur einer sitzenden, stumm mahnenden Mutter oder Kriegerwitwe, Künstlersignatur von Carl Boucarde.                                                                                        | 1961                     | 46481 DDB  |
| Bild gesucht BW                                   |                                                           | Fronhofstraße 10 LageFlur: 7, Flurstück: 15/7                              | Ortstypisches Kleinbauernhaus mit verputztem Fachwerk wohl des 17./18. Jahrhunderts. | 1675 bis 1725            | 46485 DDB  |
| Bild gesucht BW                                   | Fronhof                                                   | Fronhofstraße 16 LageFlur: 7, Flurstück: 24/1                              | Charakteristischer Vierseithof mit stattlichem Wohnhaus, Nebengebäuden und umschließender Bruchsteinmauer sowie überdachter Toranlage mit Sandsteingewänden.                                   | 1655 bis 1665            | 46486 DDB  |
| Bild gesucht BW                                   | Grünanlage hinter der Pfarrkirche, Gedenkstein            | Fronhofstraße/Platz an der Linde LageFlur: 7, Flurstück: 40/4              | Gedenkstein für Philipp Jakob Cretzschmar, Sohn des lutherischen Sulzbacher Pfarrers Otto Cretzschmar, Mitbegründer der Senckenbergischen Gesellschaft in Frankfurt.                           | Ende 18. Jahrhundert     | 46487 DDB  |
| Bild gesucht BW                                   | Gesamtanlage an der Linde                                 | LageFlur: diverse, Flurstück: diverse                                      | Die Gesamtanlage ist das Kernstück der historischen Entwicklung Sulzbachs. |                          | 46477 DDB  |
| Gesamtanlage Hauptstraße/Oberschultheißereistraße | Gesamtanlage Hauptstraße/Oberschultheißereistraße         | Hauptstraße/Oberschultheißereistraße LageFlur: diverse, Flurstück: diverse | An der Einmündung dieser beiden Straßen ist die historische Dorfstruktur Sulzbachs noch in besonderem Maße erfahrbar.                                                                          |                          | 46478 DDB  |
| Alter Friedhof, Kriegerdenkmal                    | Alter Friedhof, Veteranengrabsteine und Kriegerdenkmal    | Haingrabenstraße LageFlur: 7, Flurstück: 31                                | Veteranen-Grabsteine mit Erinnerungstafeln, in einer Abteilung des alten Friedhofs am Stichel.                                                                                                 | 1876                     | 46489 DDB  |
|                                                   |                                                           | Hauptstraße 36b LageFlur: 6, Flurstück: 33/1                               | Verputztes, giebelständiges Fachwerkwohnhaus einer ehemaligen Hofreite, um 1700. | 1695 bis 1705            | 46490 DDB  |
|                                                   |                                                           | Hauptstraße 39 LageFlur: 6, Flurstück: 53                                  | Verputztes, traufständiges Fachwerkwohnhaus einer großen Hofreite, um 1810. | 1805 bis 1815            | 46491 DDB  |
|                                                   |                                                           | Hauptstraße 40 LageFlur: 6, Flurstück: 10/1                                | Giebelständig und exponiert an der Straße liegendes Fachwerkwohnhaus. Erbaut 1727 (Dendro-Datierung).                                                                                          | um 1727                  | 66826 DDB  |
|                                                   |                                                           | Hauptstraße 41 LageFlur: 6, Flurstück: 52/1,52/2                           | Zweigeschossiges, neoklassizistisches Bauernhaus mit integrierter Hofeinfahrt, um 1870. | 1865 bis 1875            | 46492 DDB  |
|                                                   |                                                           | Hauptstraße 44 LageFlur: 6, Flurstück: 8/1                                 | Schmales, giebelständiges Bauernhaus mit massiv erneuertem Erd- und Fachwerkobergeschoss. | 1795 bis 1805            | 46493 DDB  |
| Bild gesucht BW                                   | Ofenstein                                                 | Hauptstraße 46 LageFlur: 6, Flurstück: 6/1                                 | In die seitliche Hauswand eingelassener Ofenstein mit zwei (nicht gedeuteten) Wappen und Datierung 1486.                                                                                       | 1486                     | 46494 DDB  |
|                                                   |                                                           | Kirchstraße 6 LageFlur: 7, Flurstück: 38                                   | Typischer, gut erhaltener Vierseithof des 18./19. Jahrhunderts. | 1795 bis 1805            | 46495 DDB  |
| Christiansmühle                                   | Christiansmühle                                           | Mühlstraße 40 LageFlur: 12, Flurstück: 17/1                                | | Ende 18. Jahrhundert     | 46501 DDB  |
|                                                   |                                                           | Oberschultheißereistraße 1 LageFlur: 6, Flurstück: 12                      | Giebelständiges, verputztes Fachwerkwohnhaus einer Hofreite. Die Rähmkonstruktion deutet auf das 17./18. Jahrhundert.                                                                          | 1675 bis 1725            | 46496 DDB  |
|                                                   |                                                           | Oberschultheißereistraße 2 LageFlur: 6, Flurstück: 32/2                    | Verputztes, giebelständiges Fachwerkwohnhaus einer ehemaligen Hofreite in wichtiger Eckposition an der Abzweigung zum Frankfurter Hof.                                                         | 1695 bis 1705            | 46497 DDB  |
| Frankfurter Hof                                   | Frankfurter Hof                                           | Oberschultheißereistraße 5 LageFlur: 6, Flurstück: 3/1                     | Sachgesamtheit Frankfurter Hof, vom 15. bis 18. Jahrhundert Sitz des Frankfurter Oberschultheißen.                                                                                             | bis Ende 17. Jahrhundert | 46479 DDB  |
|                                                   |                                                           | Platz an der Linde 1 LageFlur: 7, Flurstück: 52/1                          | Das giebelständige Wohnhaus des Hakenhofes besitzt im vorderen Bereich unter Putz ein qualitätvolles Sichtfachwerk, das dendrochronologisch auf 1685 datiert wurde.                            | 1685                     | 46482 DDB  |
| weitere Bilder                                    | Evangelische Pfarrkirche                                  | Platz an der Linde 6 LageFlur: 7, Flurstück: 41/2                          | Schlichter Saalbau des 18. Jahrhunderts mit integriertem, östlichem Chorturm des 11./12. Jahrhunderts. Der Turm möglicherweise bereits im 11. Jahrhundert Bestandteil einer Wehrkirchenanlage. | 1725 bis 1775            | 46483 DDB  |
|                                                   |                                                           | Platz an der Linde 9 LageFlur: 7, Flurstück: 7/1                           | In seiner markanten Ecklage für das Ortsbild unverzichtbar ist das zweigeschossige Fachwerkwohnhaus eines Vierseithofes.                                                                       | 1618                     | 46484 DDB  |
|                                                   |                                                           | Schwalbacher Straße 4 LageFlur: 7, Flurstück: 55/1                         | Verputztes, traufständiges Fachwerkwohnhaus von zwei Geschossen auf Bruchsteinsockel, Satteldach.                                                                                              |                          | 46498 DDB  |
| Bild gesucht BW                                   | Stichel                                                   | Stichelstraße o. Nr. LageFlur: 7, Flurstück: 66                            | Der sogenannte Stichel ist ein Hohlweg im Verlauf der ehemaligen spätmittelalterlichen Dorfummauerung, Baubeginn 1452, entstanden auf Anordnung des Rates der Stadt Frankfurt am Main.         | Ende 15. Jahrhundert     | 46499 DDB  |
|                                                   |                                                           | Untere Borngasse 1 LageFlur: 6, Flurstück: 63/1                            | Traufständiges, zweigeschossiges Wohnhaus eines ehemaligen Vierseithofs. | 1725 bis 1775            | 46500 DDB  |